# Agathe Bonitzer
Agathe Bonitzer, född 24 april 1989 i Paris, är en fransk skådespelare.
Bonitzer har bland annat medverkat i filmerna The Nun och Maria Montessori.

## Filmografi (i urval)
- 2003 – Les Sentiments
- 2013 – The Nun
- 2023 – Maria Montessori